# Landkreis Straubing-Bogen
Landkreis Straubing-Bogen ligger i den nordvestlige del af Regierungsbezirk Niederbayern i den tyske delstat Bayern. Nabolandkreise er mod nord Landkreis Cham, Landkreisene Regen og Deggendorf, mod syd Landkreis Dingolfing-Landau, mod sydvest Landkreis Landshut og mod vest Landkreis Regensburg. Midt i landkreisen, og helt omsluttet af denne, ligger den kreisfri by Straubing, der også er administrationsby for landkreisen.

## Geografi
Floden Donau løber gennem Landkreis Straubing-Bogen fra vest mod øst. Den deler kreisområdet i to næsten lige store dele. Nord for Donau har forlandet til Bayerischen Waldes udløbere der når op i 1.000 meters højde. Længst mod øst i kreisen ligger bjerget Hirschenstein på 1.095 meter. Syd for Donau strækker Donausletten sig med landbrugsområder, for efterhånden at gå over i Donau-Isar-Hügelland. I landkreisen løber følgende floder ud i Donau: Große Laber og Aiterach fra højre, og Kinsach fra venstre bred. Donau er sejlbar gennem hele landkreisen.

## Byer og kommuner
Kreisen havde 100649  indbyggere pr.  2018-12-31

| Byer 1. Bogen (10263) 2. Geiselhöring (6860) Købstæder (markt) 1. Mallersdorf-Pfaffenberg (6950) 2. Mitterfels (2807) 3. Schwarzach (2804) Kommuner 1. Aholfing (1828) 2. Aiterhofen (3339) 3. Ascha (1619) 4. Atting (1693) 5. Falkenfels (1050) 6. Feldkirchen (1993) 7. Haibach (2052) 8. Haselbach (1876) 9. Hunderdorf (3262) 10. Irlbach (1138) 11. Kirchroth (3762) 12. Konzell (1768) 13. Laberweinting (3390) 14. Leiblfing (4191) 15. Loitzendorf (613) 16. Mariaposching (1414) 17. Neukirchen (1730) 18. Niederwinkling (2771) 19. Oberschneiding (3003) 20. Parkstetten (3216) 21. Perasdorf (532) 22. Perkam (1537) 23. Rain (2834) 24. Rattenberg (1727) 25. Rattiszell (1489) 26. Salching (2595) 27. Sankt Englmar (1904) 28. Stallwang (1390) 29. Steinach (3171) 30. Straßkirchen (3193) 31. Wiesenfelden (3765) 32. Windberg (1120) |

Verwaltungsgemeinschafte
1. Aiterhofen
(Kommunerne Aiterhofen og Salching)
2. Hunderdorf
(Kommunerne Hunderdorf, Neukirchen og Windberg)
3. Mitterfels
(Købstaden Mitterfels og kommunerne Ascha, Falkenfels og Haselbach)
4. Rain
(Kommunerne Aholfing, Atting, Perkam og Rain)
5. Schwarzach
(Købstaden Schwarzach og kommunerne Mariaposching, Niederwinkling og Perasdorf)
6. Stallwang
(Kommunerne Loitzendorf, Rattiszell og Stallwang)
7. Straßkirchen
(Kommunerne Irlbach og Straßkirchen)